# Reichshof
Reichshof är en kommun i Oberbergischer Kreis i Regierungsbezirk Köln i förbundslandet Nordrhein-Westfalen i Tyskland. Kommunen bildades 1 juli 1969 genom en sammanslagning av kommunerna Denklingen och Eckenhagen.